# قطعنامه ۱۵۸۵ شورای امنیت
قطعنامه ۱۵۸۵ شورای امنیت سازمان ملل متحد که در تاریخ ۰۱ فوریه ۲۰۰۵ تصویب شد، سندی بین‌المللی دربارهٔ بررسی وضعیت در ساحل عاج است. این قطعنامه طی نشست ۵۱۱۸ام با ۱۵ رای موافق، ۰ مخالف و ۰ ممتنع تصویب شد.